# Szagos rókagomba
A szagos rókagomba (Craterellus lutescens) a rókagombafélék családjába tartozó, Eurázsiában és Észak-Amerikában honos, tűlevelű és lombos erdőkben élő, ehető gombafaj.

## Megjelenése
A szagos rókagomba kalapja 3-7 cm széles, alakja fiatalon középen benyomott domború, majd hamar tölcséresedik. Széle szabálytalan, hullámos, fodros, sokszor többlebenyes. Felszíne benőtten szálas vagy kissé pikkelyes, idősen lecsupaszodik. Színe arany-, okker- vagy sötétbarna.
Húsa vékony, puha, színe fehéres. Íze kellemes, szaga fiatalon erős, édeskés, mirabellára emlékeztet (más források szerint íze és szaga nem jellegzetes).
Termőrétege fiatalon csaknem sima, később sekély, keresztkötésekkel ellátott, hosszan lefutó erek vagy ráncok borítják, amelyek idősen fehéren hamvassá válnak.
Tönkje 3-9 cm magas és 0,5-1,2 cm vastag. Alakja lefelé keskenyedő; általában összenyomott, néha szabálytalanul hengeres; üregesedik. Színe arany- vagy narancssárga.
Spórapora fehér vagy halványsárga. Spórája ellipszoid, sima, mérete 9-11 x 6-7,5 µm.

### Hasonló fajok
A sárga rókagomba nagyobb, élénkebb sárga, kalapja szabályosabb. A narancsvörös álrókagomba is hasonlíthat hozzá.  

## Elterjedése és termőhelye
Eurázsiában és Észak-Amerikában honos. Magyarországon helyenként nem ritka.
Inkább fenyvesekben (lucosokban), ritkábban lombos erdőben (bükk vagy tölgy alatt) fordul elő. A savanyú talajt preferálja. Augusztustól november elejéig terem. 

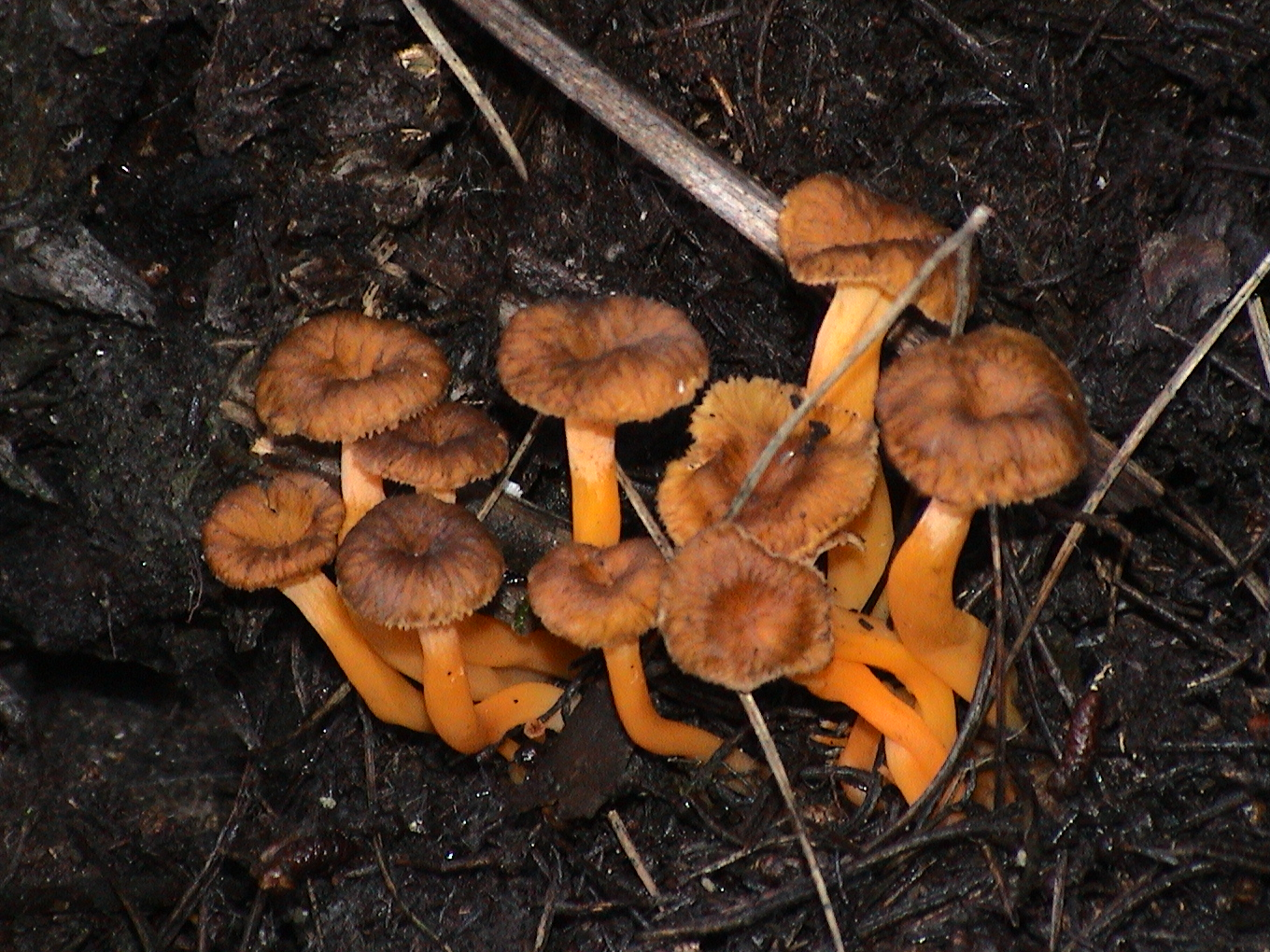
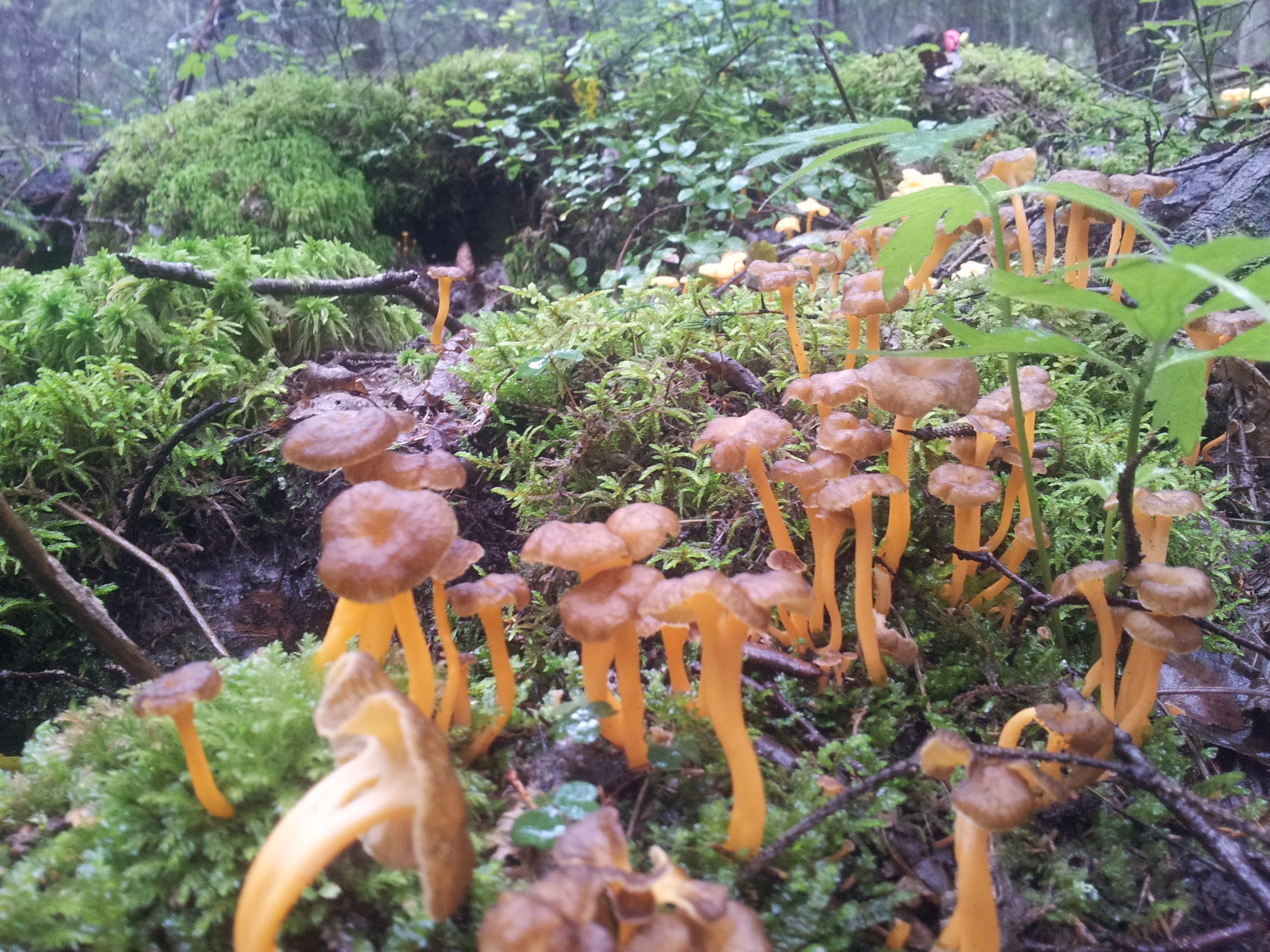
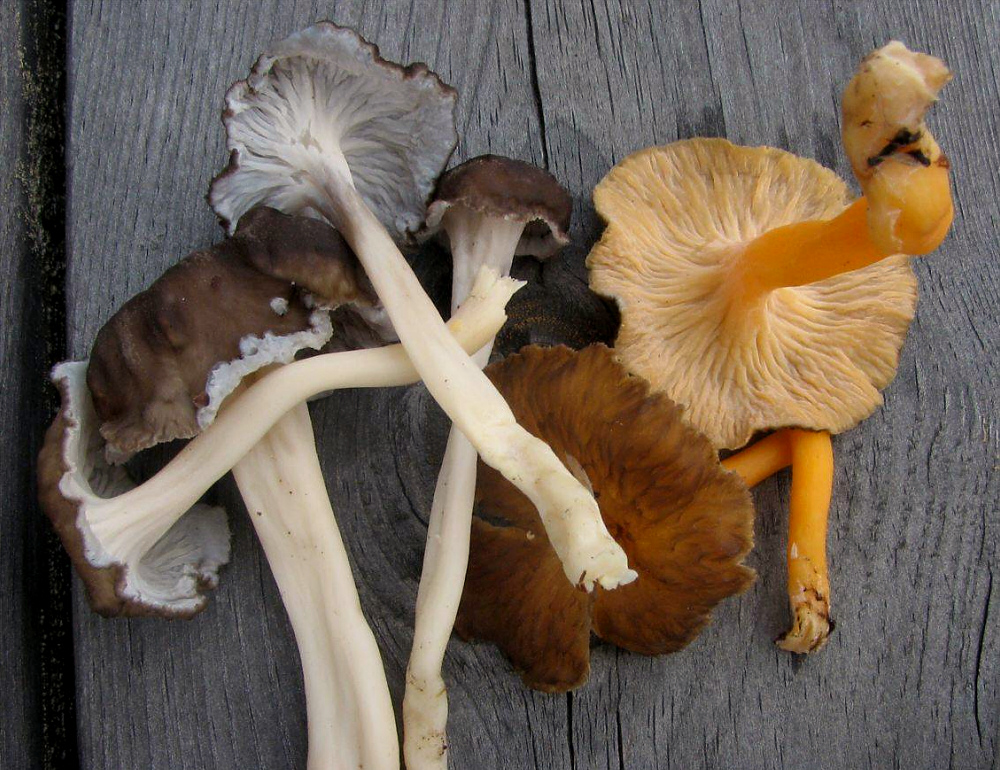
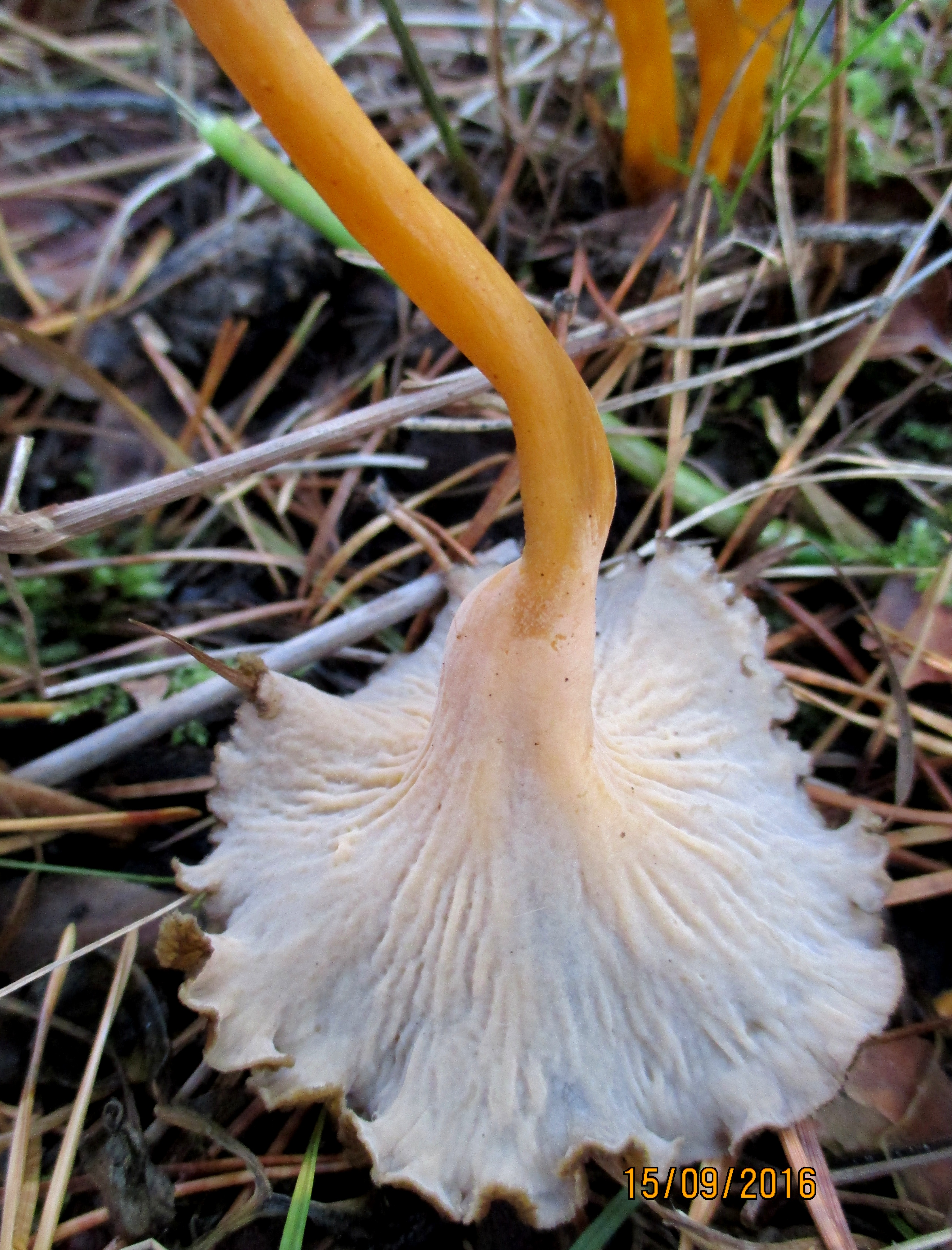
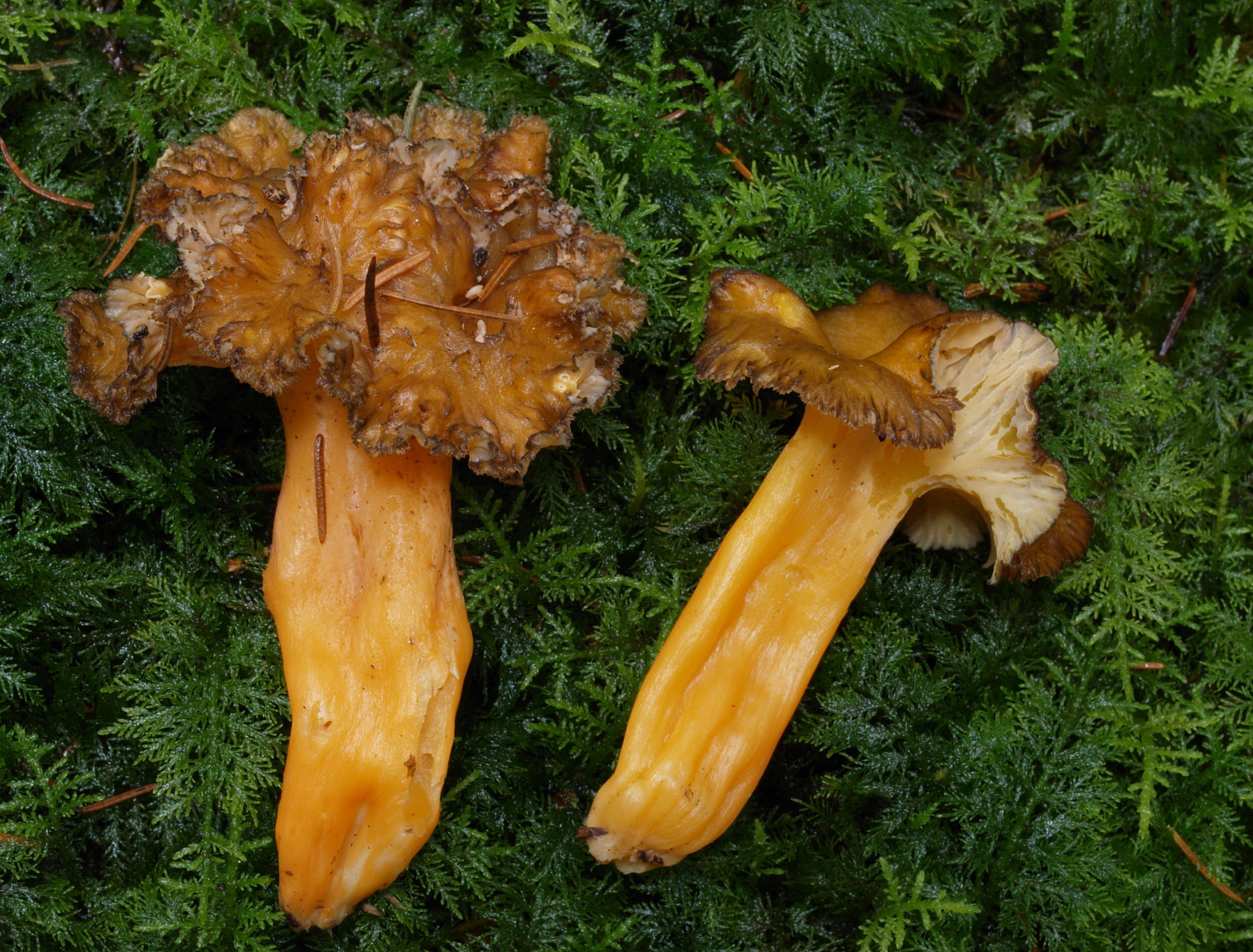

Ehető. 